# Cantó de Lessay
El cantó de Lessay és un cantó francès del departament de la Manche, situat al districte de Coutances. Té 13 municipis i el cap es Lessay.

## Municipis
- Angoville-sur-Ay
- Anneville-sur-Mer
- Bretteville-sur-Ay
- Créances
- La Feuillie
- Geffosses
- Laulne
- Lessay
- Millières
- Pirou
- Saint-Germain-sur-Ay
- Saint-Patrice-de-Claids
- Vesly (part)

## Història
| Data d'elecció                           | Identitat              | Partit                                   | Qualitat |
| ---------------------------------------- | ---------------------- | ---------------------------------------- | -------- |
| 1945-1951                                | Albert Le Grand        | Gaullista                                |          |
| 1951-1976                                | René Lecocq            | Independent, després CD                  |          |
| 1976-                                    | Jean-François Le Grand | RPR, després UMP, després Sense etiqueta |          |
| les dades anteriors no són pas conegudes |                        |                                          |          |
|                                          |                        |                                          |          |

## Demografia
| A partir de 1990: Població sense dobles comptes |